# Regierungsbezirk Keulen
Keulen (Duits: Köln) is een van vijf Regierungsbezirke (regio's) van Noordrijn-Westfalen, een deelstaat van Duitsland. De regio is gelegen in het zuidwesten van Noordrijn-Westfalen. Ze is een van de meest dichtst bevolkte in heel Duitsland.
| Kreise | Kreisfreie Städte                                   |
| --- | --------------------------------------------------- |
| - Aken (Aachen) - Düren - Euskirchen - Heinsberg - Oberbergischer Kreis - Rhein-Erft-Kreis - Rhein-Sieg-Kreis - Rheinisch-Bergischer Kreis | - Aken (Aachen) - Bonn - Keulen (Köln) - Leverkusen |

## Aangrenzende regio's
| Aangrenzende regio's | Aangrenzende regio's | Aangrenzende regio's        | Aangrenzende regio's | Aangrenzende regio's      |
| -------------------- | -------------------- | --------------------------- | -------------------- | ------------------------- |
|                      |                      | Regierungsbezirk Düsseldorf |                      | Regierungsbezirk Arnsberg |
|                      |                      |                             |                      |                           |
| Limburg (NL)         |                      |                             |                      |                           |
|                      |                      |                             |                      |                           |
| Luik (BE)            |                      | Regierungsbezirk Trier      |                      | Regierungsbezirk Koblenz  |